# Ермолаев, Владимир Григорьевич
Владимир Григорьевич Ермолаев (29 августа 1908 — 31 декабря 1944) — советский авиаконструктор, генерал-майор инженерно-авиационной службы (19.08.1944).

## Биография
В 1931 году закончил МГУ.
Под руководством Р. Л. Бартини участвовал в создании самолёта «Сталь-7». После ареста Бартини возглавлял его КБ (ОКБ на заводе № 89 ГВФ), руководил завершением разработки бомбардировщика ДБ-240, позднее получившего индекс Ер-2.
Во время Великой Отечественной войны КБ было эвакуировано в Иркутск на завод № 39, где было налажено производство Ер-2.
В 1942 году Ермолаев возглавил опытный завод № 134 в Москве, где продолжались работы по модернизации бомбардировщика.
Умер от тифа 31 декабря 1944 году, после чего ОКБ перешло к П. О. Сухому. Похоронен 5 января 1945 года в колумбарии Новодевичьего кладбища.
Владимир Григорьевич Ермолаев был первым мужем Нины Ивановны Котенковой, ставшей в 1949 году второй супругой Сергея Павловича Королёва.

## Награды
- орден Суворова 2-й степени (19.08.1944)
- медали